# Syreitschikovia
Syreitschikovia là một chi thực vật có hoa trong họ Cúc (Asteraceae).

## Loài
Chi Syreitschikovia gồm các loài: